# Van Oekel’s Discohoek

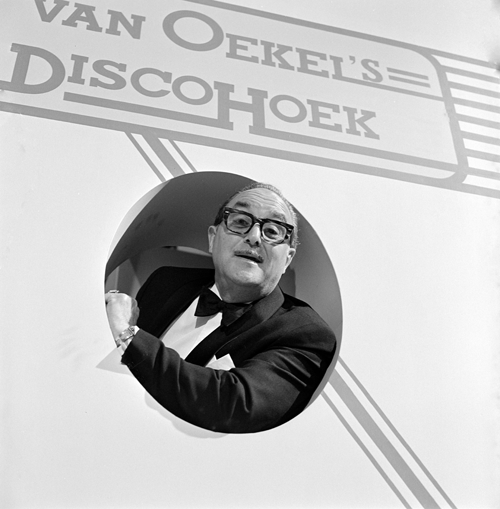

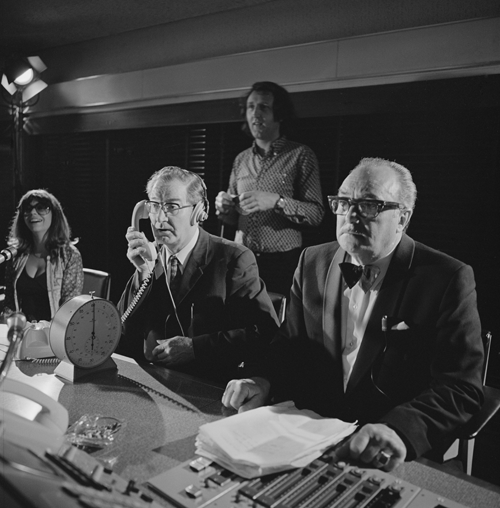
Regisseurin Ellen Jens, Jap Bar und Dolf Brouwers

Van Oekel’s Discohoek (niederländisch für Diskoecke) war eine Musik- und Comedyshow im niederländischen Fernsehen aus den Jahren 1974 und 1975. Sie stellte das Vorbild für die Plattenküche dar.

## Show

### Konzept
Die Besonderheit von Van Oekel’s Discohoek bestand darin, dass es nicht nur Sketche zwischen den Musikbeiträgen gab, die Musik wurde sogar für sie unterbrochen. Die Show präsentierte Dolf Brouwers in seiner Figur Sjef van Oekel. Er spielte den Programmchef eines Fernsehsenders und führte dabei auch Gespräche mit dem Buchhalter Evert v.d. Pik, der mit dem Schauspieler Jaap Bar besetzt war. Ein Running Gag bestand darin, dass immer wieder der Aktenschrank umfiel.

### Szenenbild
Die Aufnahmen fanden in einem kleinen Fernsehstudio ohne Publikum statt. Es gab eine kleine Bühne und ein Büro. Anders als später in der Plattenküche konnte der Fernsehzuschauer erkennen, dass beides nebeneinander angeordnet war.

### Sjef van Oekel
Die Figur Sief van Oekel hat Dolf Brouwers bereits vorher als Nebendarsteller in anderen Fernsehshows gespielt. Ihr Name stammt von dem Regisseur Wim T. Schippers, der 1972 in Belgien an einem Geschäft für Autozubehör vorbeifuhr, das van Oekel hieß. Daraufhin hatte er die Idee zu einer Figur mit dem gleichen Namen. Der Komiker Harry Touw wies Schippers dann auf seinen Freund Dolf Brouwers als ideale Besetzung für diese Rolle hin. Sie hieß zunächst S. van Oekel, bis Brouwers sie Sief nannte.

### Musik
Der erste Fernsehauftritt von Donna Summer als Solokünstlerin fand mit dem Titel The Hostage in Van Oekel’s Discohoek statt.

### Erfolg
Das Konzept sprach die Jugendlichen an, es waren aber auch zahlreiche Erwachsene begeistert von der Show. Jedoch gab es auch großen Widerstand.

## Ausgaben
| Folge | Erstausstrahlung   |
| ----- | ------------------ |
| 1     | 30. Mai 1974       |
| 2     | 20. Juni 1974      |
| 3     | 11. Juli 1974      |
| 4     | 1. August 1974     |
| 5     | 22. August 1974    |
| 6     | 12. September 1974 |
| 7     | 1. Oktober 1974    |
| 8     | 12. November 1974  |
| 9     | 24. Dezember 1974  |
| 10    | 4. Februar 1975    |
| 11    | 18. März 1975      |
| 12    | 29. April 1975     |

## Galerie

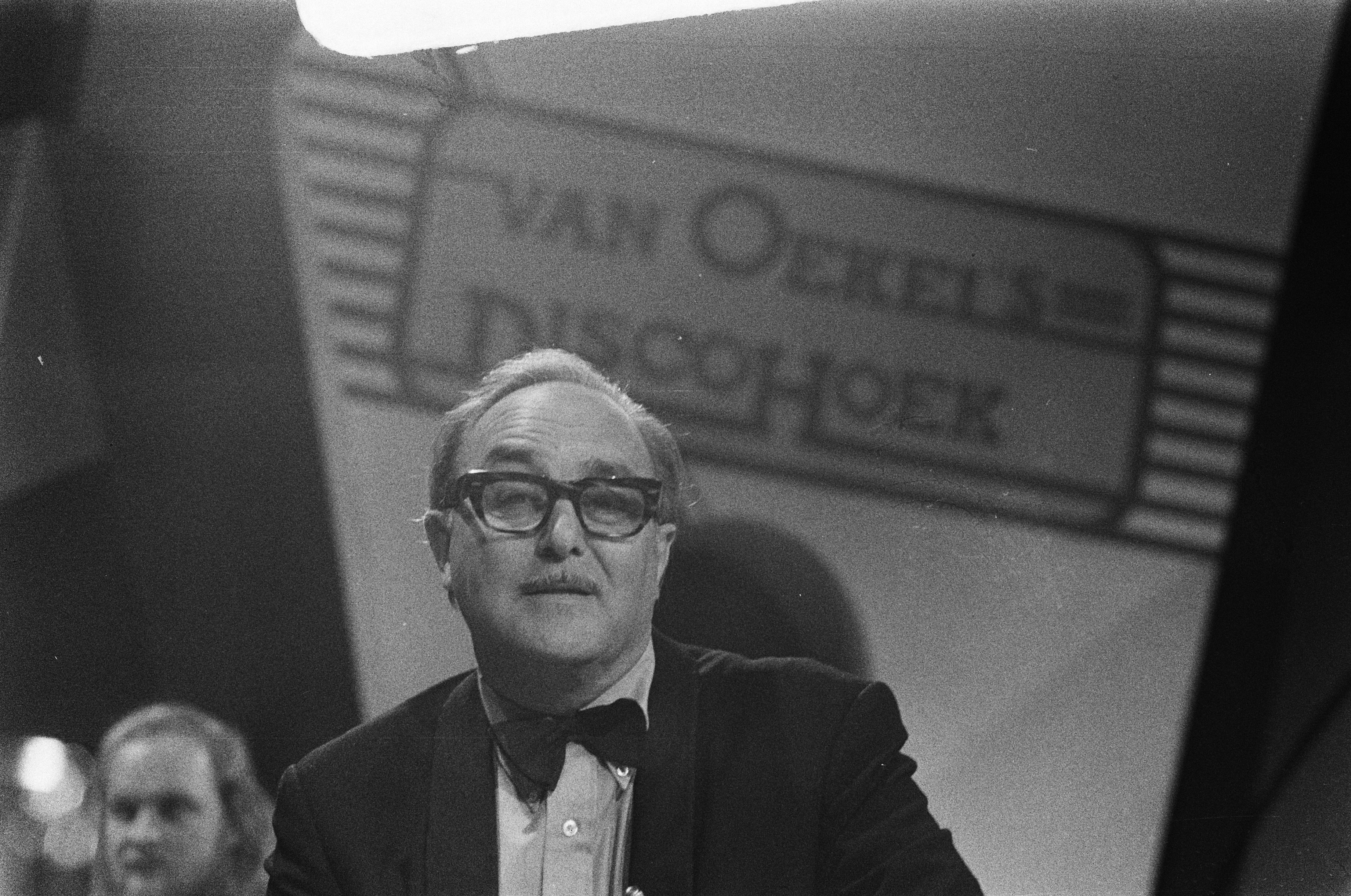
Dolf Brouwers
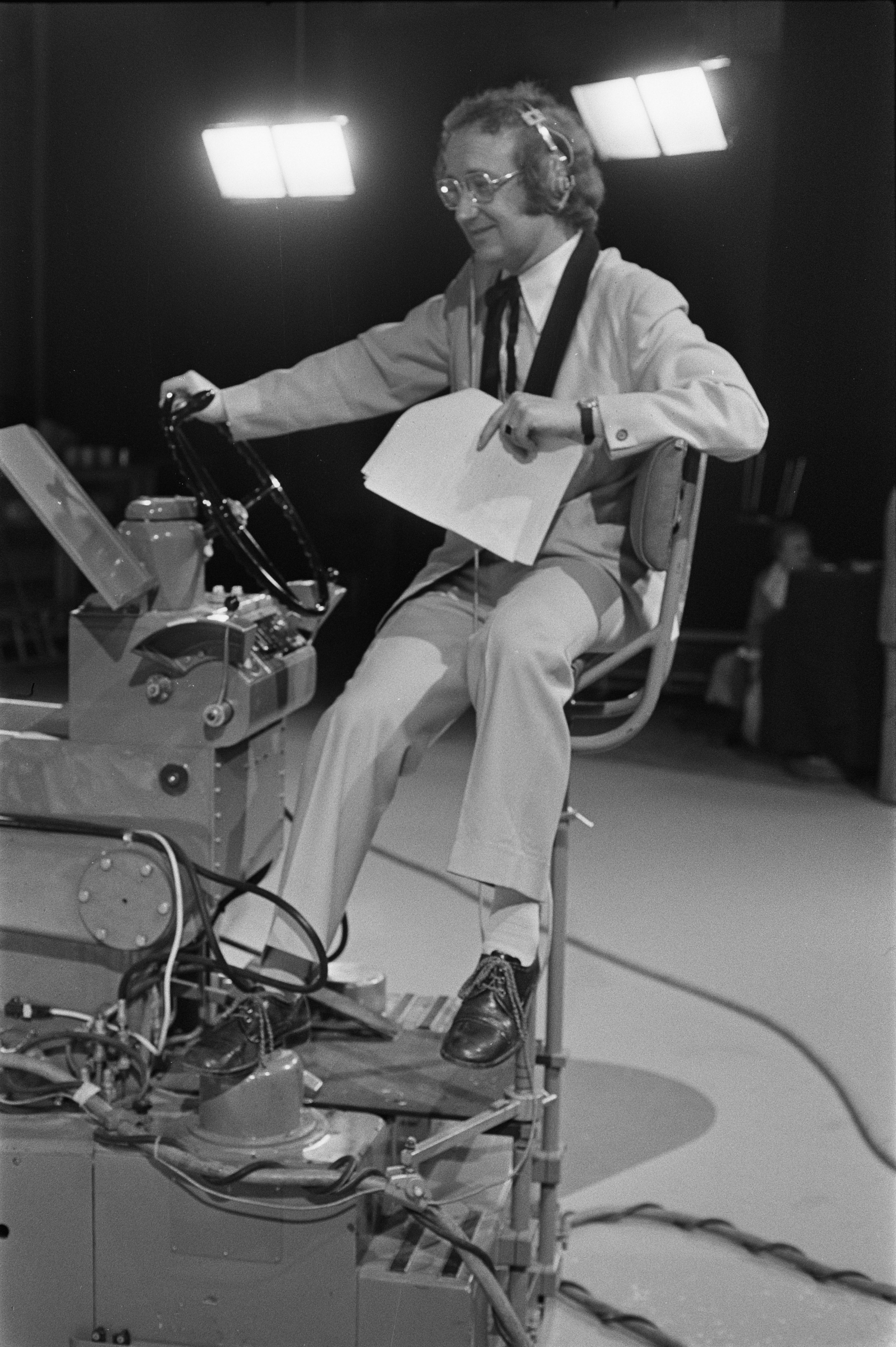
Kameramann
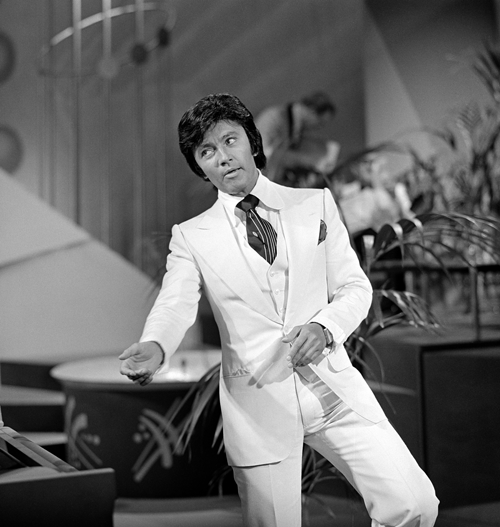
Rex Gildo in Van Oekel’s Discohoek
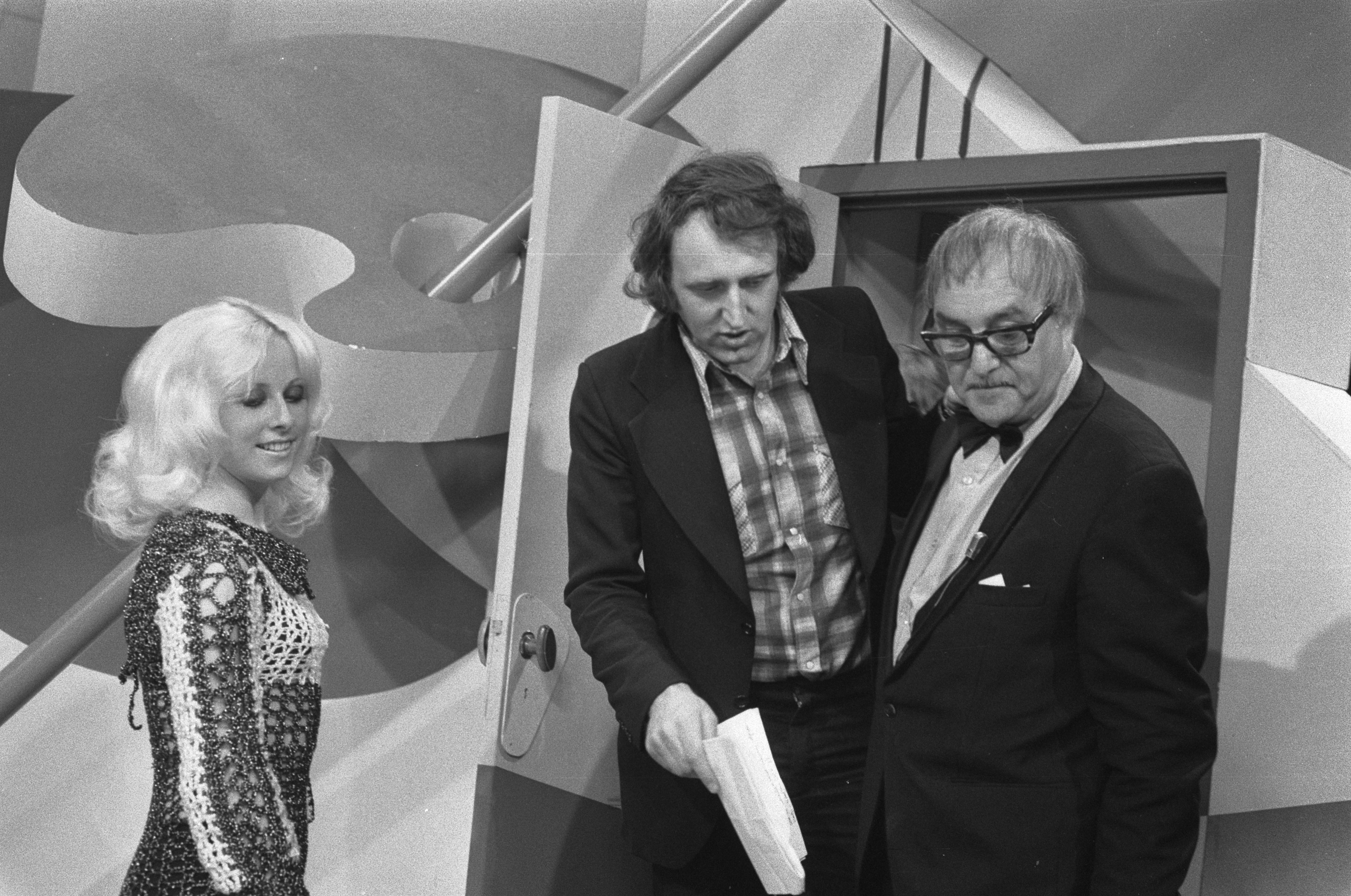
Bonnie St. Claire, Wim van de Linden und Dolf Brouwers
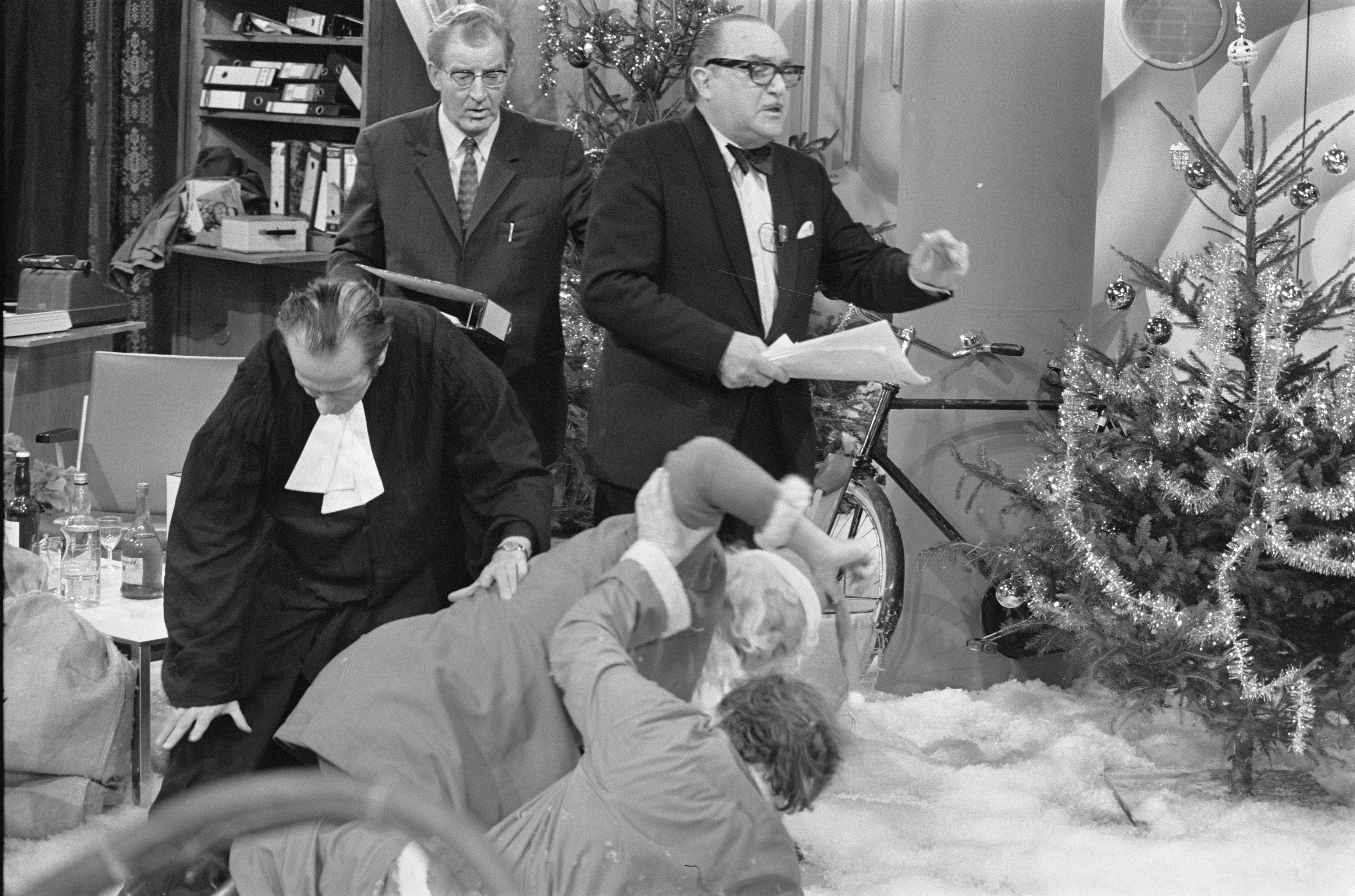
Weihnachten in Van Oekels Discohoek
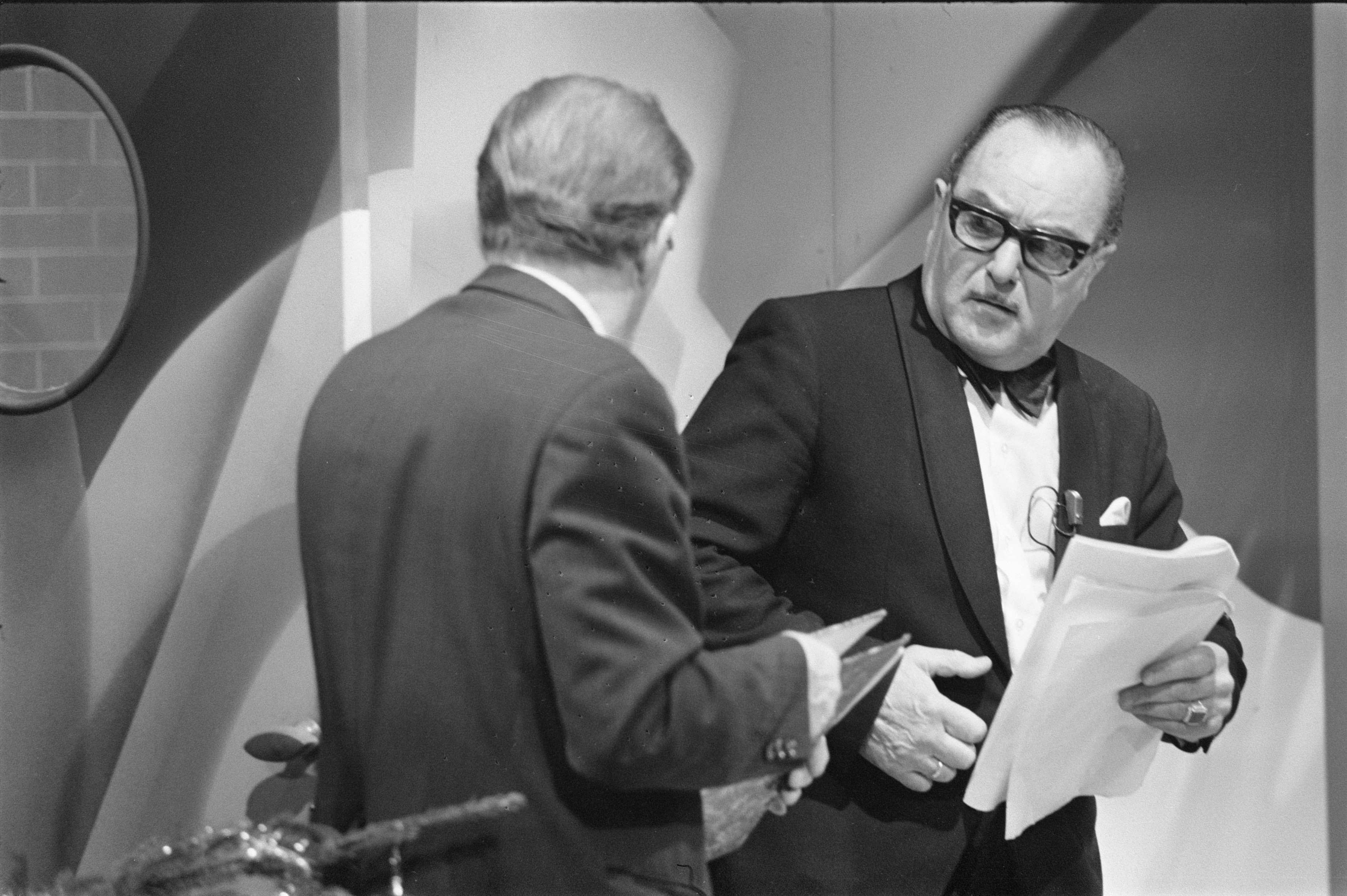
Jap Bar und Dolf Brouwers
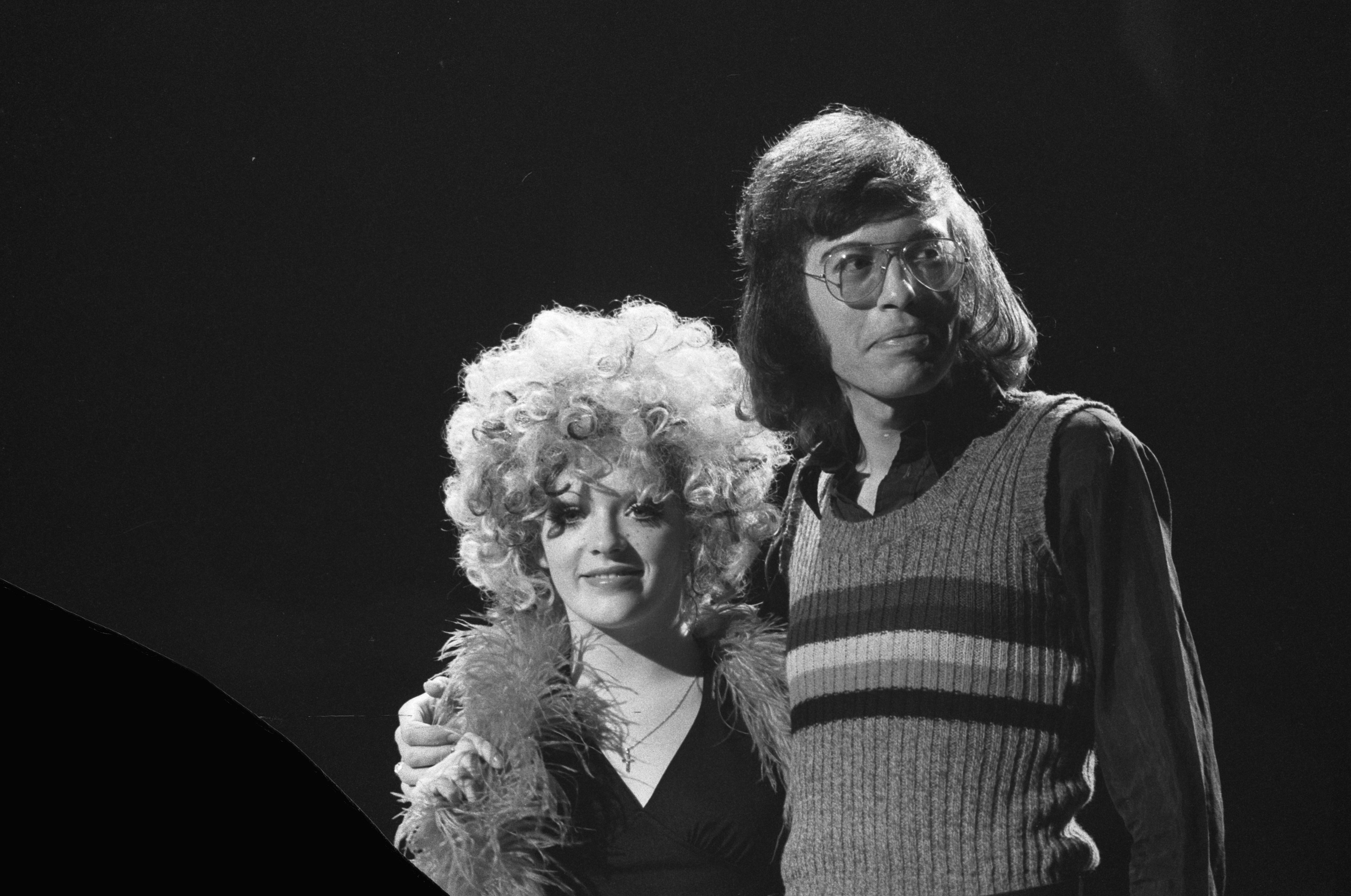
Penney de Jager und Ad Visser in Van Oekel’s Discohoek
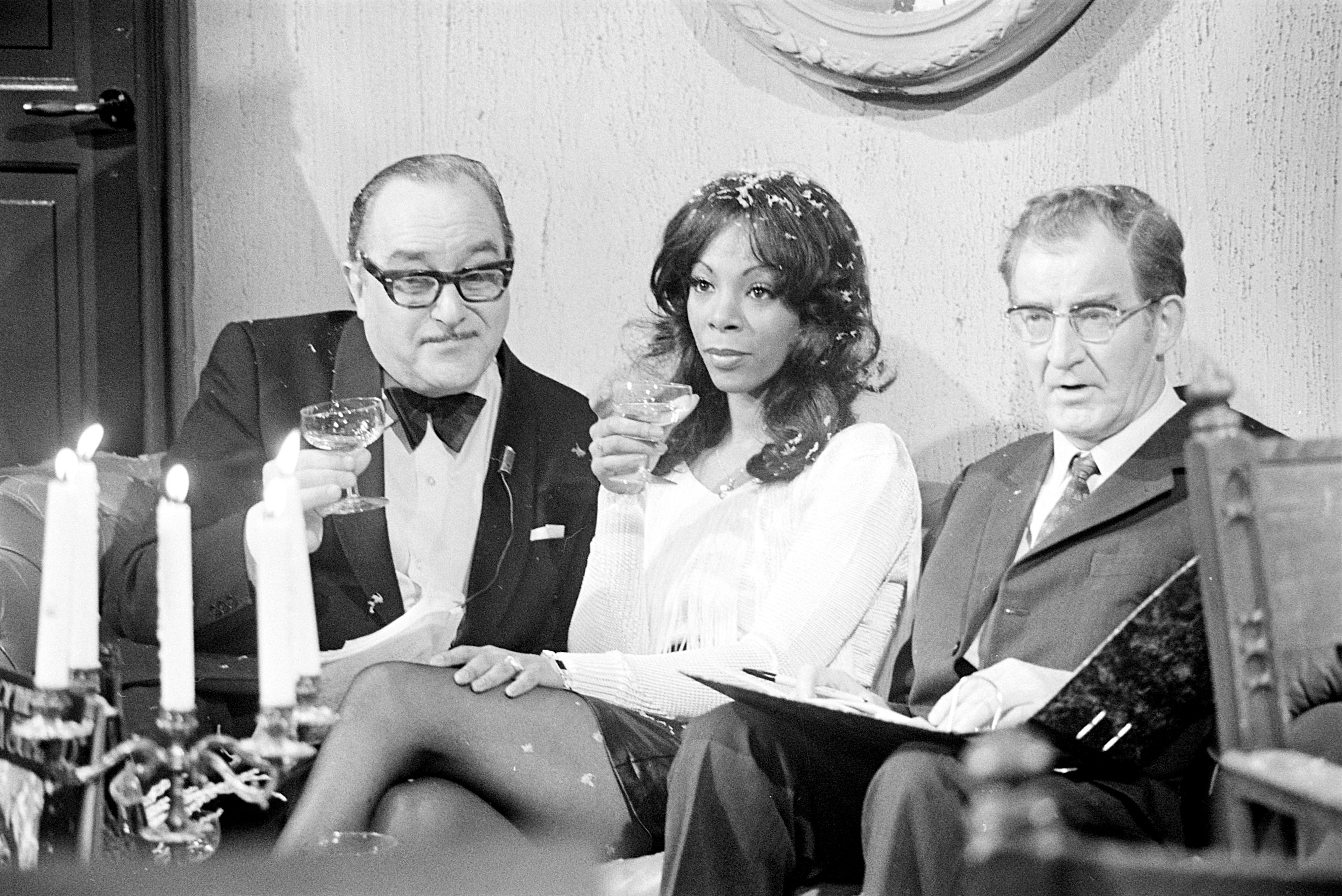
Dolf Brouwers und Jap Bar mit Donna Summer